# Ise-Shima-Nationalpark
Der Ise-Shima-Nationalpark (jap. 伊勢志摩国立公園, Ise Shima Kokuritsu Kōen) ist ein Nationalpark in der Präfektur Mie bzw. der früheren Provinzen Ise und Shima. Der am 20. November 1964 eröffnete Park umfasst eine Fläche von 55,544 ha auf der Shima-Halbinsel. Mit der IUCN-Kategorie V ist das Parkgebiet als Geschützte Landschaft/Geschütztes Marines Gebiet klassifiziert. Das Parkgebiet ist in gewöhnliche, geschützte und speziell geschützte Zonen unterteilt. Das Japanische Umweltministerium ist für die Verwaltung des Parks zuständig.

## Landmarken
Innerhalb des Nationalparks befindet sich der Ise-jingū (伊勢神宮), ein Shintō-Schrein, der im Schrein-Shintō als höchstes Heiligtum Japans gilt.
Der höchste Punkte des Nationalparks liegt auf dem Asama-yama (555 m). Vom Asama-Observatorium aus haben Besucher einen Panoramablick über die Shima-, Atsumi- und Chita-Halbinsel. Im Winter ist in der Ferne auch der Fuji-san sichtbar.
Weitere Aussichtspunkte und Landmarken sind das Toba-, Yokoyama- und Nankai-Observatorium sowie der Ukura-Garten auf 191 m.
Zu den innerhalb des Nationalparks gelegenen Inseln gehören vier bewohnte Inseln in der Toba-Bucht. Die größten drei sind Sugashima (菅島), Tōshishima (答志島) und Kamishima (神島).

## Wanderwege
- Von Anori nach Kou
- Von Kouka nach Azena
- Von Nakiri nach Katada

## Flora und Fauna
Die Küstenregionen des Nationalparks bieten unter anderem dem Japankormoran einen Lebensraum, welcher in gezähmter Form traditionell in der Kormoranfischerei eingesetzt wurde.
Die Berge von Ise-Shima sind mit immergrünen Wäldern bedeckt. Unter den Bäumen findet man Eichen, Japanische Zedern (Cryptomeria japonica), Momi-Tannen (Abies firma) und Hinoki-Scheinzypressen (Chamaecyparis obtusa). Bonsai-Versionen seltener Baumarten wachsen an den steilen Berghängen des Bergs Asama. Auch die seltene Rhododendron-Art Rhododendron sanctum wächst dort. Zudem wachsen Bambusgras-Lilien (Lilium japonicum) in den Berglagen und Wäldern und blüht von  Juni bis Juli.
Auf der unbewohnten Insel Wagu-Oshima wachsen Kolonien von Hakenlilien der Art Crinum asiaticum L. var. japonicum. Diese werden durch die Ausbreitung von invasiven Palmlilien bedroht.

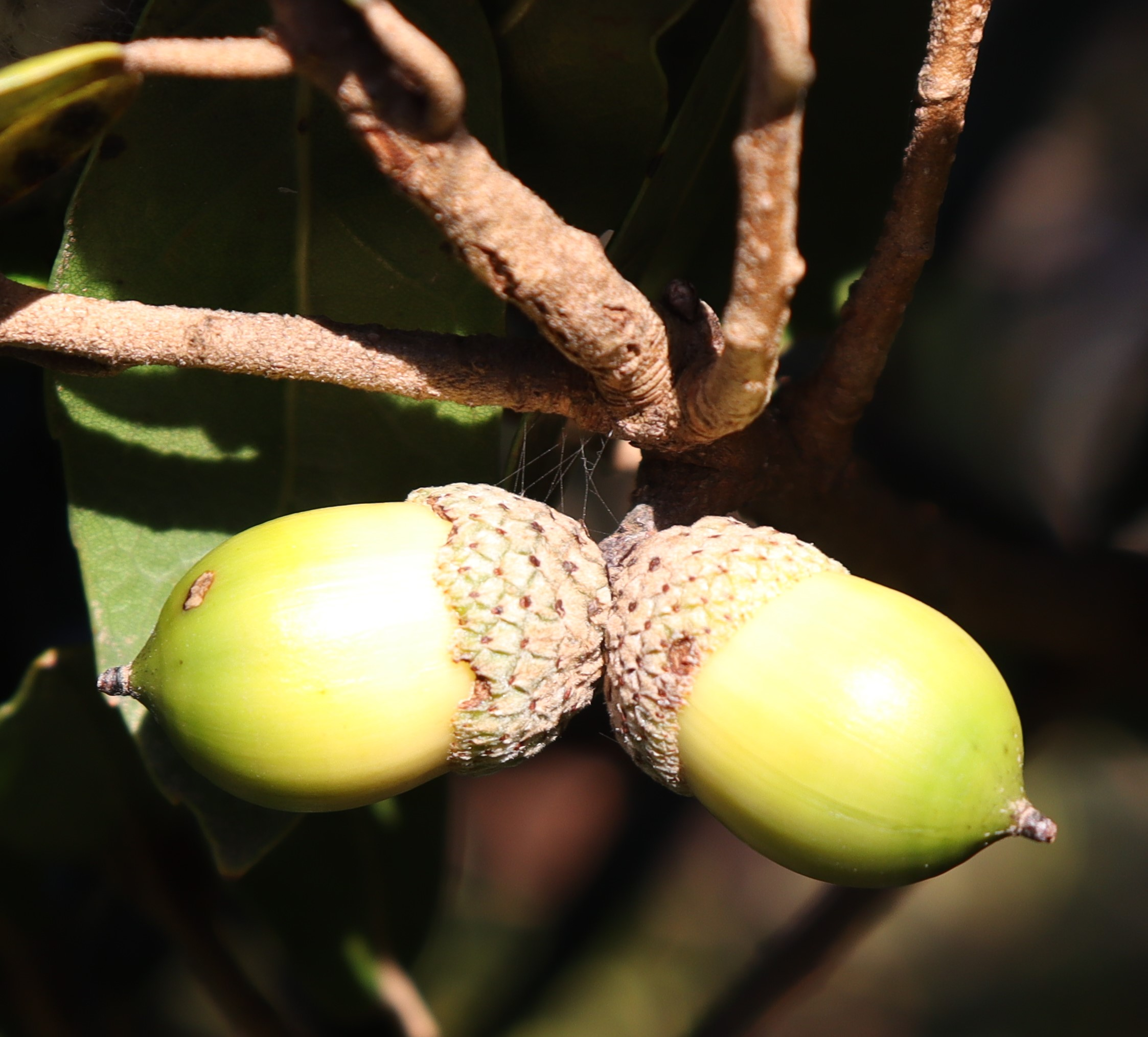
Eiche (Quercus phillyreoides) am Asama
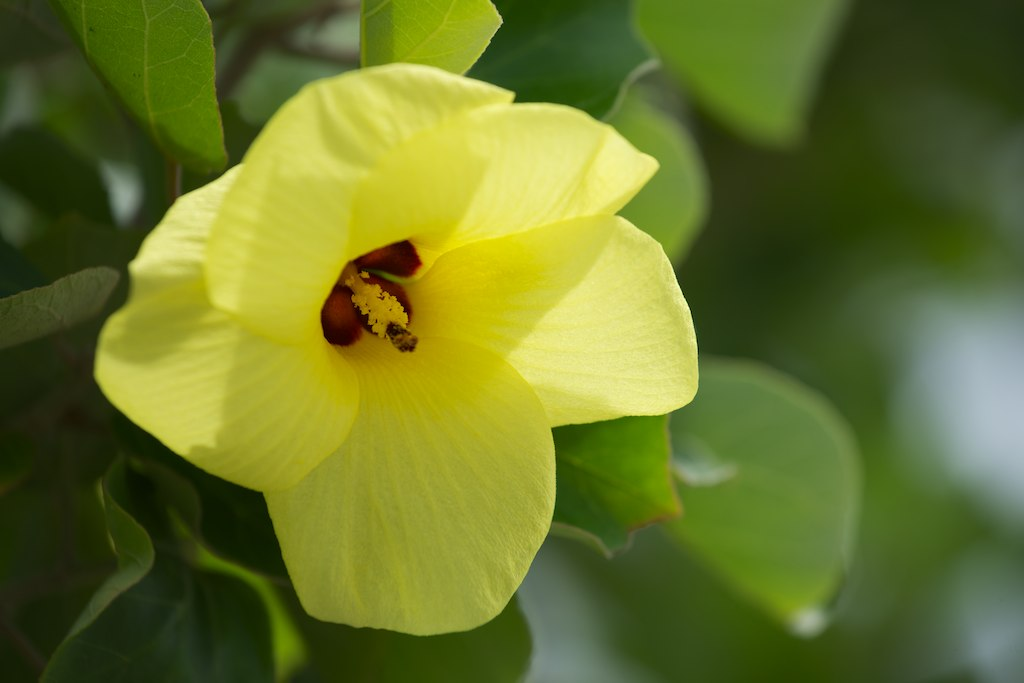
Hibiscus hamabo
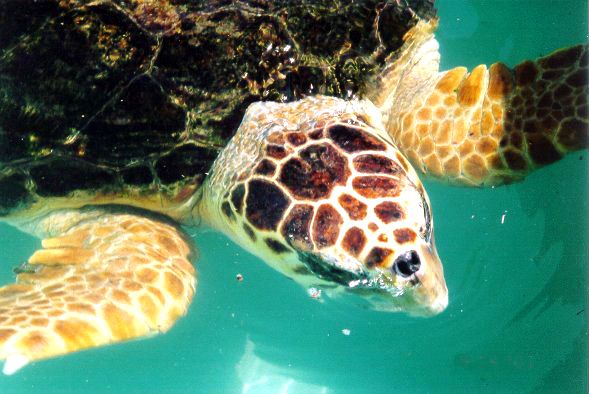
Unechte Karettschildkröte (Caretta caretta)
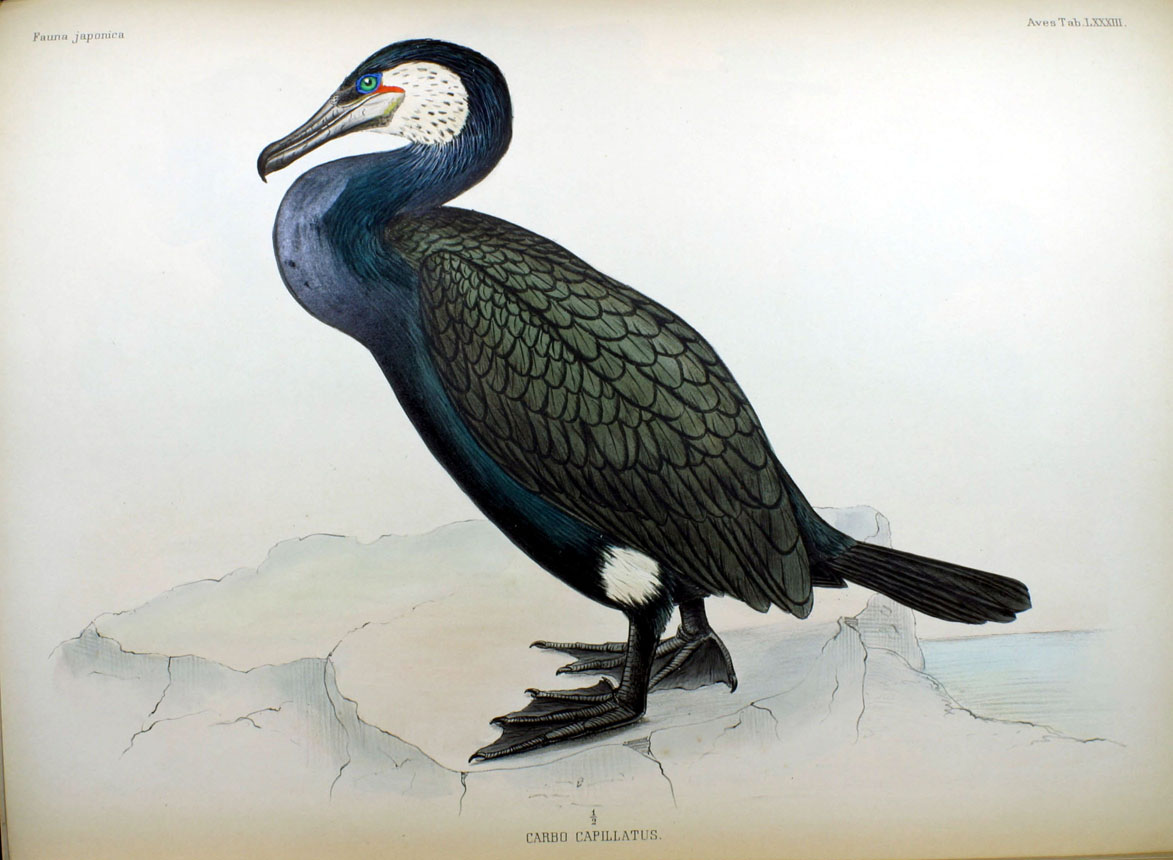
Japankormoran (Phalacrocorax capillatus)

## Tourismus
Innerhalb eines Jahres haben zuletzt (Stand 2013) 10,63 Millionen Personen den Nationalpark besucht. Für Besucher werden verschiedene Aktivitäten wie Seekajakfahren angeboten und abwechslungsreiche Routen für Wanderer und Radfahrer.